# La costola di Adamo (romanzo)
La costola di Adamo è un romanzo giallo di  Antonio Manzini pubblicato da Sellerio.
È il secondo romanzo della serie dedicata al vicequestore Rocco Schiavone.

## Trama
Una donna viene trovata impiccata al lampadario dalla domestica nella sua stanza da letto. La cucina è sottosopra ma il resto della casa è stato lasciato alla sua normalità.
Rocco Schiavone inizia ad indagare al caso e a poco a poco si insinua il dubbio che non si tratti di suicidio. Il volto tumefatto della donna, il segno sul collo che non coincide con la dimensione del filo del lampadario, il caos nella cucina e la normalità nel resto della casa.
L'indagine porta Rocco Schiavone a conoscere il mondo della suicida: il marito Patrizio Baudo, appassionato ciclista; la domestica bielorussa, che convive con Ahmed, egiziano e padre di un adolescente disadattato; l'amica libraia Adalgisa, appassionata di gialli.
L'autopsia del cadavere porta alla luce vecchie cicatrici che condurranno Rocco Schiavone alla comprensione del caso.